# Dunakömlőd megállóhely
Dunakömlőd megállóhely egy Tolna vármegyei megállóhely, melyet a MÁV üzemeltet Paks városában.
A városközponttól mintegy 6 kilométerre északra helyezkedik el, a különálló Dunakömlőd településrész lakott területének északi részén, közvetlenül a 6-os főút mellett, közúti megközelítését is a főút biztosítja.
Jelenleg a megállóhelyet érintő egyetlen vonalszakaszon nincs személyszállítás.

## Vasútvonalak
A megállóhelyet az alábbi vasútvonalak érintik:
- Pusztaszabolcs–Paks-vasútvonal

## Kapcsolódó állomások
A vasúti megállóhelyhez az alábbi állomások vannak a legközelebb:
- Bölcske megállóhely (Pusztaszabolcs vasútállomás, Pusztaszabolcs–Paks-vasútvonal)
- Ópaks vasútállomás (Paks vasútállomás, Pusztaszabolcs–Paks-vasútvonal)

## Forgalom
A megállóhelyen és a rajta áthaladó vasútvonal egy szakaszán a személyszállítást 2009. december 13-án állították le.